# ساویتری (هنرپیشه)
ساویتری (انگلیسی: Savitri; ۶ دسامبر ۱۹۳۵ – ۲۶ دسامبر ۱۹۸۱) یک کارگردان، و هنرپیشه اهل هند بود.
او در فیلم‌های دوداس، علاءالدین و چراغ جادو، حریم خصوصی، بی‌گناه، هم‌روح، هزار روپیه، آره من دارم ازدواج می‌کنم، نور جاویدان، روزهای زیادی گذشت و امواج گنگ بازی کرده‌است.